# قرية مريم المجدلية

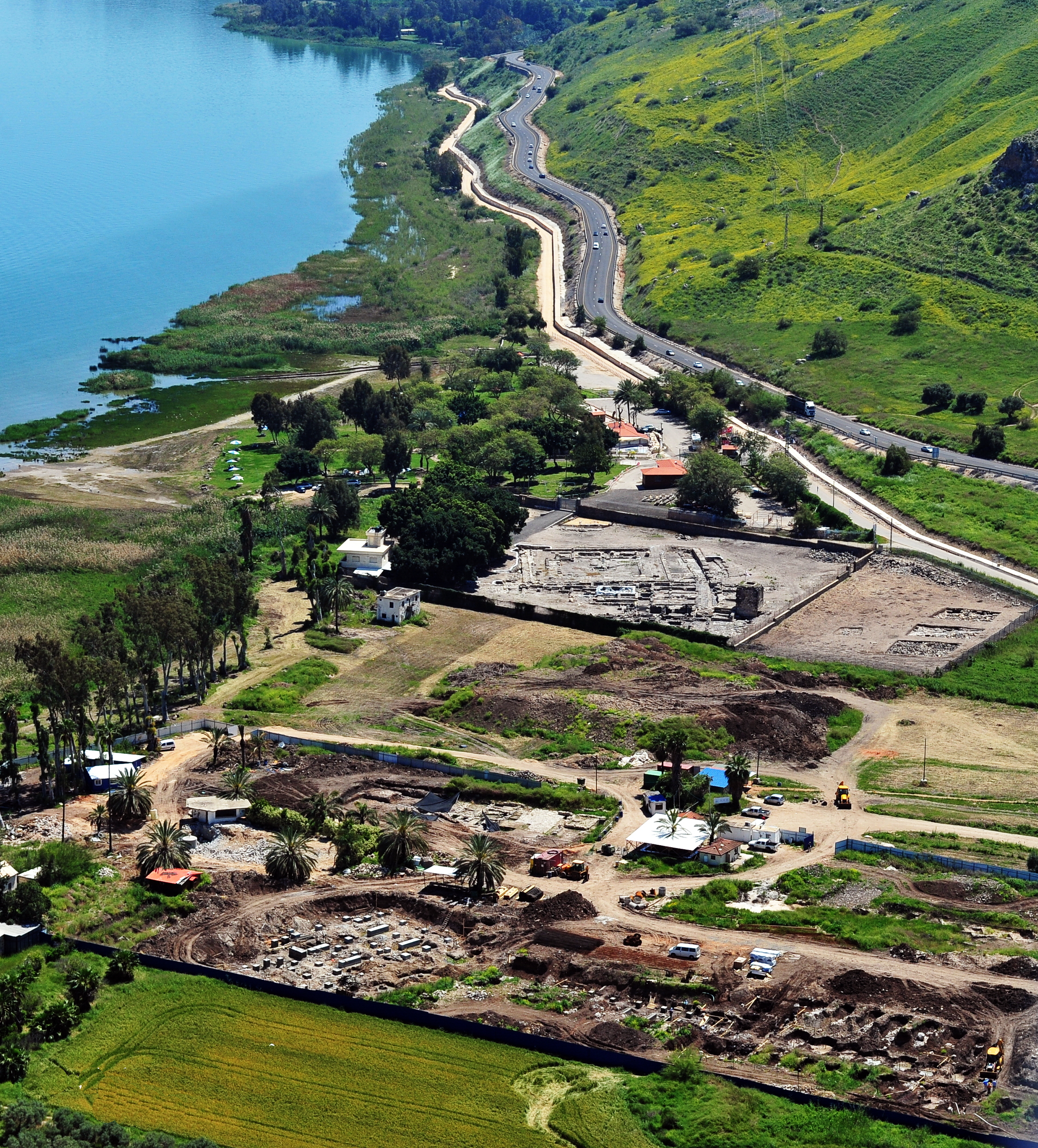
صورة لقرية مريم المجدلية الأثرية

 قرية القديسة مريم المجدلية  أو  قرية المجدل 
تقع على الساحل الغربي لبحيرة طبريا في فلسطين المحتلة عند مصب وادي الحمام في البحيرة، وتبعد عن مدينة طبريا حوالي 5 كم، وتنسب إليها القديسة مريم المجدلية إحدى تلميذات المسيح التي بقيت مخلصة له ويعتقد بعض المؤرخين أن مريم كانت حاضرة في قصر بيلاطس النبطي حيث سمعت الرؤساء الروحيين لليهود يطلبون دم المسيح ويعلنون الحكم عليه بالإعدام وتبعته وهو يجر صليبه بين حشود من المشاهدين المتجادلين الساخطين وشهدت صلبه القاسي المرعب وفق المعتقد المسيحي.
وتشتهر قرية المجدل بالصباغة والنسيج وصيد الأسماك وبيع الحمام، ومن معالمها جحر النملة الذي يقع في وسط البحيرة وهو عبارة عن حجر اسود نخره النمل، وقلعة تعلا التي تقع في غرب القرية وترتفع 181 مترا فوق مستوى سطح البحر، ومزار الشيخ محمد العجمي ويقع في شمال القرية في اتجاه حصن وادي الحمام، وقد احتلتها العصابات الصهيونية ودمروها وشتتوا أهلها وضموا أراضيها إلى مستعمرة مجدا أقاموها في عام 1910.